# Billerbeck (Horn-Bad Meinberg)
Billerbeck ist ein Ortsteil der Stadt Horn-Bad Meinberg im nordrhein-westfälischen Kreis Lippe in Deutschland.

## Geographie

### Geographische Lage
Billerbeck liegt im Osten des Horn-Bad Meinberger Stadtgebiets, direkt an der Grenze zum östlich und südlich gelegenen Kreis Höxter. Im Südwesten grenzt Billerbeck an Bellenberg, im Westen an Vahlhausen sowie im Norden an Belle (alle drei zu Horn-Bad Meinberg).

### Gewässer
Durch Billerbeck fließt die am Kreuzenstein entspringende Napte, nordwestlich der Ortsmitte liegt der bereits 1115 urkundlich erwähnte Norderteich.

### Schutzgebiete
Der Norderteich, die ihn umgebenden Uferbereiche und das Naptetal sind seit 1949 als Naturschutzgebiet „Norderteich mit Naptetal“ ausgewiesen.

## Geschichte
Billerbeck wurde 826 als Billurbechi bzw. Billurbeki erstmals schriftlich erwähnt.
Im Laufe der Jahrhunderte sind folgende Versionen ebenfalls als Ortsnamen belegt: Billirbike (im Güterverzeichnis des Corveyer Abtes Erkenbert), Bellerbike (1227), Bilrebeke (1256), Billerbeke (um 1265, im Driburger Lehnsregister), Bilrebike (1309), Byllerbeke (1368), Bilderbeke (1414), Billerbicke (1467, im Landschatzregister), Bilderbecke (1484), Billerbekhe (1548), Billerbeck (1590, im Landschatzregister), Billerbek (1620, im Salbuch) sowie Billerbeck (ab etwa 1758).

### 20. Jahrhundert
Am 1. Januar 1970 wurde Billerbeck in die neue Gemeinde Bad Meinberg-Horn eingegliedert. Diese wurde bereits am 10. September 1970 in Horn-Bad Meinberg umbenannt.

## Öffentliche Einrichtungen

### Feuerwehr
Der Löschzug Belle/Billerbeck entstand durch Zusammenlegung im Jahr 1984 und hat 31 aktive Mitglieder und 7 Jugendfeuerwehrleute.